# Tachiadenus
Tachiadenus es un género  de plantas con flores perteneciente a la familia Gentianaceae. Comprende 17 especies descritas y de estas, solo 5 aceptadas.

## Taxonomía
El género fue descrito por  August Heinrich Rudolf Grisebach y publicado en Genera et Species Gentianearum adjectis observationibus quibusdam phytogeographicis 200. 1839[1838].

## Especies aceptadas
A continuación se brinda un listado de las especies del género Tachiadenus aceptadas hasta abril de 2014, ordenadas alfabéticamente. Para cada una se indica el nombre binomial seguido del autor, abreviado según las convenciones y usos.
- Tachiadenus boivinii Humbert ex Klack.
- Tachiadenus carinatus (Desr.) Griseb.
- Tachiadenus mechowianus (Vatke ex Schinz) Hill
- Tachiadenus pervillei Humbert ex Klack.
- Tachiadenus tubiflorus (Thouars ex Roem. & Schult.) Griseb.